# 庄兵衛堀川
庄兵衛堀川（しょうべいほりかわ）は、埼玉県北東部を流れる河川である。通称として庄兵衛堀とも呼ばれる。

## 概要
埼玉県久喜市菖蒲町三箇〜菖蒲町台付近を管理起点とし、南東へ同市江面地区・白岡市を流れ、白岡市寺塚で隼人堀川に合流する。かつての河原井沼南側付近の区域は、河原井沼を新田開発する際に整備した河原井沼南側の附廻堀となっている。詳細な流路に関しては以下の流路節を参照されたい。
源流付近では農業排水路として流れている。管理起点付近周辺からはコンクリート護岸の流路が見られるようになるが、素掘りの区域も存在する。
モラージュ菖蒲東側交差点の北側に調節池が設けられている。
合流
- 江川落川

## 流路
- 源流：埼玉県加須市との境界付近、久喜市菖蒲町菖蒲側の水田地域
- 南東へ流れる。
- 国道122号騎西菖蒲バイパス北側を並行して流れる。
- 騎西菖蒲バイパスをはさんでモラージュ菖蒲北側を流れる。
- モラージュ菖蒲東側の調節池と水路で接続する。
- 起点：久喜市菖蒲町三箇
- 菖蒲町三箇を騎西菖蒲バイパスに沿って北側を流れる。（南側にはフォレオ菖蒲がある）
- 菖蒲町三箇と菖蒲町昭和沼の境界にて騎西菖蒲バイパスと離れ、東へ流れる。
- 久喜菖蒲工業団地の南側に沿って菖蒲町台（南側）と菖蒲町昭和沼（北側）の境界を流れる。
- 江面地区の除堀（南側）と河原井町（北側）の間を流れる。
- 南側より流れ来る江川落川と除堀にて合流する。
- 久喜菖蒲工業団地の南東で笠原用水（中島用水路の支線用水路）が庄兵衛堀川を伏せ越し横断する。
- 原を流れる。
- 埼玉県道87号上尾久喜線を横断する。
- 樋ノ口を流れる。
- 埼玉県道3号さいたま栗橋線を横断する。
- 白岡市篠津を南東へ流れる。
- 東北新幹線を横断する。
- 大字篠津（西側）と大字野牛（東側）の境界を南へ流れる。
- 白岡市立篠津中学校南側、鷲神社南西にて隼人堀川に合流し庄兵衛堀川は終点となる。
- 終点：隼人堀川

## 橋梁
- 矢島橋（埼玉県道12号川越栗橋線）
- 中矢橋
- 中橋
- 新田橋
- 中堀橋（埼玉県道396号下早見菖蒲線）
- 唐杉橋
- 台地内市道（橋架名不明）
- 弁天橋
- 台地内市道（橋架名不明）
- 農道《石造橋》（橋架名不明）
- 小柳橋（久喜・菖蒲公園通）
- 大和橋
- 原地内市道（橋架名不明）{詳細は（旧）久喜市防災（水没）マップ参照}

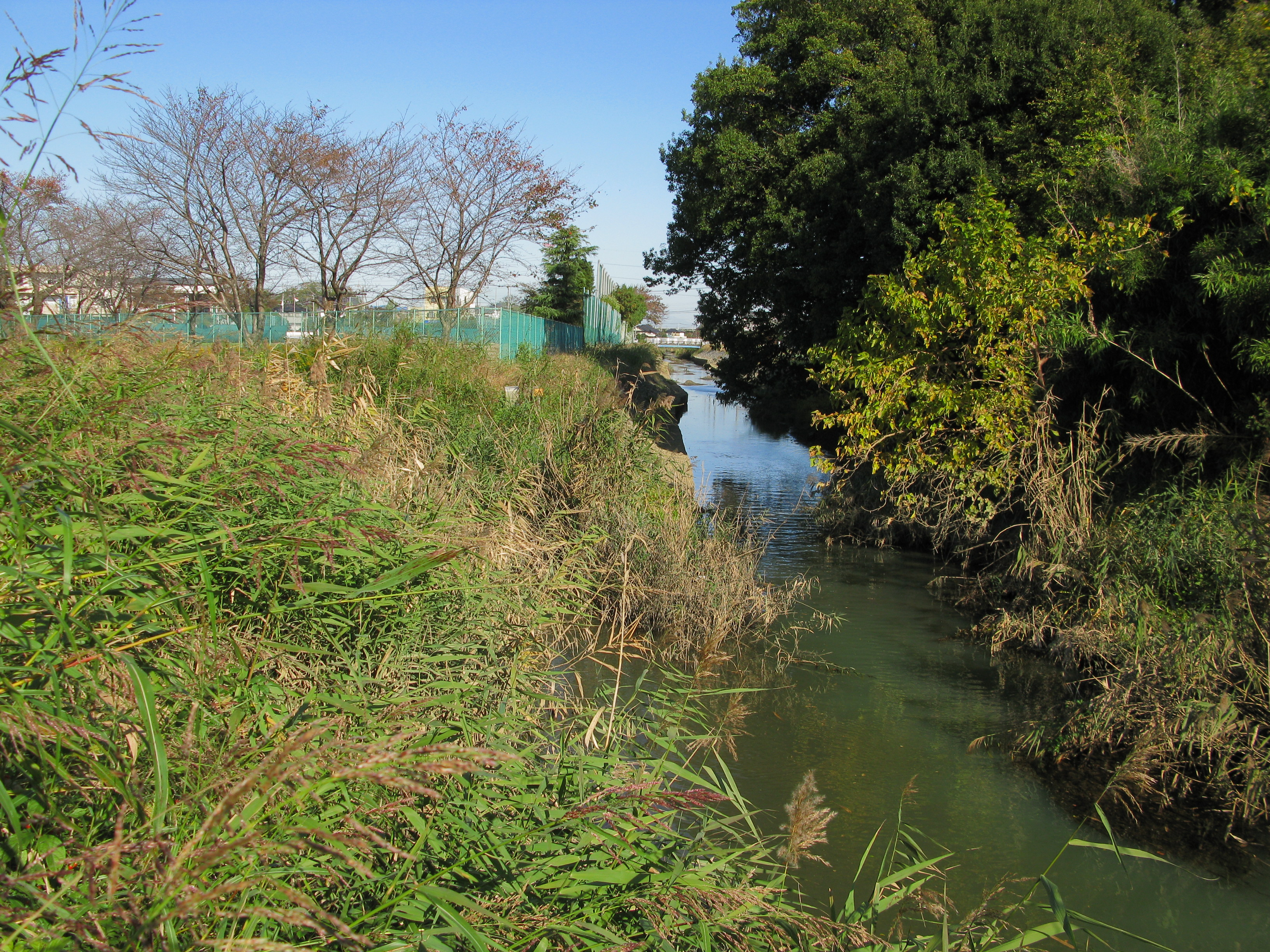
庄兵衛堀川と隼人堀川の合流点

- 庄兵衛堀橋（埼玉県道87号上尾久喜線）
- 庄兵衛橋側道橋
- 庄兵衛橋（埼玉県道3号さいたま栗橋線）
- 堰場橋

- 篠津地内町道（橋架名不明）
- 東北新幹線側道《町道》（橋架名不明）
- （東北新幹線）
- 西谷橋
- 東谷橋
- 赤池小橋
- 赤池橋

## 周辺の施設
- 騎西菖蒲バイパス
- モラージュ菖蒲
- モラージュ菖蒲東側の調節池
- フォレオ菖蒲
- 第十四区民館
- 老人福祉センター
- 久喜菖蒲工業団地
- 久喜菖蒲公園
- 昭和沼
- 笠原沼用水
- JA南彩燃料配送センター
- 彩の米センターライスランド21
- 全国農業協同組合連合会さいたま彩の米センター精米工場
- 全農物流埼玉県（支）
- 全農クミックス東京（支）
- 東北新幹線
- 馬立集会所
- 白岡市立篠津小学校
- 白岡市立篠津中学校
- 鷲神社
- 東北本線
- 東北自動車道